# Латвийский автотанковый полк
Латвийский автотанковый полк, затем бригада (латыш. Latvijas Autotanku brigāde) — полк автотанковой техники Латвийской технической дивизии. Бригада дислоцировалась в Риге и частично в Даугавпилсе, затем в Цесисе. Командирами были генерал Ото Гросбартс и Янис Калькис.

## Состав полка
- Офицеры — 520 человек
- Танки: два танка Мк. V, два танка Мк. В, шесть танков Fiat 3000B", 18 танков Vickers-Carden-Loyd M.1936/1937
- Одна танкетка Vickers Carden-Loyd
- Бронеавтомобили — Ford-Vairogs «Zemgalietis», Pierce-Arrow «Viesturs», Sheffield-Simplex «Imanta», 2 Putilov-Garford M1916 «Kurzemnieks» и «Lāčplēsis», два Fiat-Ижорский «Staburags»
- Грузовики:12 грузовиков Albion, 18 грузовиков Ford-Vairogs
- 15 мотоциклов
- 10 легковых машин;

## Деление
- Бронеавтомобильная рота
- 1-я танковая рота (Рига)
- 2-я танковая рота (Даугавпилс)
- 3-я танковая рота (Рига)
- Автотранспортная рота
- Инструкторская рота

## Изображения

Танк Автотанкового полка во время показательного выступления. Начало 1920-х годов.
Фиат3000 Автотанкового полка
Танкисты автотанкового полка на параде
Памятник бронемашине автотанкового полка в Пардаугаве на улице Полковой (Pulku iela)